# Dypsis decipiens
Dypsis decipiens – gatunek palmy z rzędu arekowców (Arecales). Występuje endemicznie na Madagaskarze, w prowincjach Fianarantsoa oraz Antananarywa.
Rośnie w bioklimacie średniowilgotnym, jak i górskim. Występuje na wysokości 1000–2000 m n.p.m.